# John Coyne
John David Coyne (Liverpool, 18 luglio 1951) è un ex calciatore inglese naturalizzato australiano, di ruolo attaccante.

## Biografia
Anche i figli Chris e Jamie sono diventati calciatori professionisti.

## Carriera

### Club
Coyne inizia la carriera nel Tranmere, club della terza divisione inglese, ottenendo il ventesimo posto nella Third Division 1971-1972.
Nella stagione seguente scende di categoria per giocare nell'Hartlepool Utd, con cui ottiene il ventesimo posto in campionato.
Nel 1973 si sposta in Irlanda per giocare nel Dundalk, esordendovi nella Leinster Cup il 1º novembre 1973 nella vittoria casalinga contro il Drogheda Utd. Con i Lilywhites ottiene il sesto posto nella A Division 1973-1974.
Nell'estate 1974 venne ingaggiato in prestito dagli statunitensi dei Dallas Tornado, franchigia della NASL, che però lo cedono a loro volta ai Boston Minutemen con cui vinse la Northern Division. Con i Minutemen la corsa al titolo nordamericano fu interrotta alle semifinali, perse contro i futuri campioni dei L.A. Aztecs.
Nel febbraio 1975 passa al Cork Hibernians dai quali però si svincola poco dopo.
Dopo un breve passaggio al Wigan torna in America per giocare con i canadesi del Toronto Metros-Croatia, con i quali raggiunge i quarti di finale della North American Soccer League 1975.
Dopo breve parentesi in patria per giocare nel Stockport County, torna negli Stati Uniti per giocare negli Hartford Bicentennials, con cui però non supera la fase a gironi della regular season.
Nel 1977 si trasferisce in Australia, ove gioca sei stagioni nella National Soccer League, quattro con il Brisbane City e due nell'APIA Leichhardt.
Chiuderà la carriera agonistica nel 1984 dopo aver giocato nel Sydney Croatia e nel Forrestfield United.

### Nazionale
Naturalizzato australiano, giocò quattro incontri con la nazionale dei Socceroos tra il 1979 ed il 1980.